# 1996年
1996年（1996 ねん）は、西暦（グレゴリオ暦）による、月曜日から始まる閏年。平成8年。
この項目では、国際的な視点に基づいた1996年について記載する。

## 他の紀年法
- 干支：丙子（ひのえ ね）
- 日本（月日は一致）
  - 平成8年
  - 皇紀2656年
- 大韓民国（月日は一致）
  - 檀紀4329年
- 中華民国（月日は一致）
  - 中華民国85年
- 朝鮮民主主義人民共和国（月日は一致）
  - 主体85年
- 仏滅紀元：2538年 - 2539年
- イスラム暦：1416年8月9日 - 1417年8月20日
- ユダヤ暦：5756年4月9日 - 5757年4月21日
- UNIX時間：820454400 - 852076799
- 修正ユリウス日 (MJD)：50083 - 50448
- リリウス日 (LD)：150924 - 151289

※主体暦は、朝鮮民主主義人民共和国で1997年に制定された。

## カレンダー
| 1月 |    |    |    |    |    |    |
| 日  | 月 | 火 | 水 | 木 | 金 | 土 |
|     | 1  | 2  | 3  | 4  | 5  | 6  |
| 7   | 8  | 9  | 10 | 11 | 12 | 13 |
| 14  | 15 | 16 | 17 | 18 | 19 | 20 |
| 21  | 22 | 23 | 24 | 25 | 26 | 27 |
| 28  | 29 | 30 | 31 |    |    |    |
|     |    |    |    |    |    |    |

| 2月 |    |    |    |    |    |    |
| 日  | 月 | 火 | 水 | 木 | 金 | 土 |
|     |    |    |    | 1  | 2  | 3  |
| 4   | 5  | 6  | 7  | 8  | 9  | 10 |
| 11  | 12 | 13 | 14 | 15 | 16 | 17 |
| 18  | 19 | 20 | 21 | 22 | 23 | 24 |
| 25  | 26 | 27 | 28 | 29 |    |    |
|     |    |    |    |    |    |    |

| 3月 |    |    |    |    |    |    |
| 日  | 月 | 火 | 水 | 木 | 金 | 土 |
|     |    |    |    |    | 1  | 2  |
| 3   | 4  | 5  | 6  | 7  | 8  | 9  |
| 10  | 11 | 12 | 13 | 14 | 15 | 16 |
| 17  | 18 | 19 | 20 | 21 | 22 | 23 |
| 24  | 25 | 26 | 27 | 28 | 29 | 30 |
| 31  |    |    |    |    |    |    |
|     |    |    |    |    |    |    |

| 4月 |    |    |    |    |    |    |
| 日  | 月 | 火 | 水 | 木 | 金 | 土 |
|     | 1  | 2  | 3  | 4  | 5  | 6  |
| 7   | 8  | 9  | 10 | 11 | 12 | 13 |
| 14  | 15 | 16 | 17 | 18 | 19 | 20 |
| 21  | 22 | 23 | 24 | 25 | 26 | 27 |
| 28  | 29 | 30 |    |    |    |    |
|     |    |    |    |    |    |    |

| 5月 |    |    |    |    |    |    |
| 日  | 月 | 火 | 水 | 木 | 金 | 土 |
|     |    |    | 1  | 2  | 3  | 4  |
| 5   | 6  | 7  | 8  | 9  | 10 | 11 |
| 12  | 13 | 14 | 15 | 16 | 17 | 18 |
| 19  | 20 | 21 | 22 | 23 | 24 | 25 |
| 26  | 27 | 28 | 29 | 30 | 31 |    |
|     |    |    |    |    |    |    |

| 6月 |    |    |    |    |    |    |
| 日  | 月 | 火 | 水 | 木 | 金 | 土 |
|     |    |    |    |    |    | 1  |
| 2   | 3  | 4  | 5  | 6  | 7  | 8  |
| 9   | 10 | 11 | 12 | 13 | 14 | 15 |
| 16  | 17 | 18 | 19 | 20 | 21 | 22 |
| 23  | 24 | 25 | 26 | 27 | 28 | 29 |
| 30  |    |    |    |    |    |    |
|     |    |    |    |    |    |    |

| 7月 |    |    |    |    |    |    |
| 日  | 月 | 火 | 水 | 木 | 金 | 土 |
|     | 1  | 2  | 3  | 4  | 5  | 6  |
| 7   | 8  | 9  | 10 | 11 | 12 | 13 |
| 14  | 15 | 16 | 17 | 18 | 19 | 20 |
| 21  | 22 | 23 | 24 | 25 | 26 | 27 |
| 28  | 29 | 30 | 31 |    |    |    |
|     |    |    |    |    |    |    |

| 8月 |    |    |    |    |    |    |
| 日  | 月 | 火 | 水 | 木 | 金 | 土 |
|     |    |    |    | 1  | 2  | 3  |
| 4   | 5  | 6  | 7  | 8  | 9  | 10 |
| 11  | 12 | 13 | 14 | 15 | 16 | 17 |
| 18  | 19 | 20 | 21 | 22 | 23 | 24 |
| 25  | 26 | 27 | 28 | 29 | 30 | 31 |
|     |    |    |    |    |    |    |

| 9月 |    |    |    |    |    |    |
| 日  | 月 | 火 | 水 | 木 | 金 | 土 |
| 1   | 2  | 3  | 4  | 5  | 6  | 7  |
| 8   | 9  | 10 | 11 | 12 | 13 | 14 |
| 15  | 16 | 17 | 18 | 19 | 20 | 21 |
| 22  | 23 | 24 | 25 | 26 | 27 | 28 |
| 29  | 30 |    |    |    |    |    |
|     |    |    |    |    |    |    |

| 10月 |    |    |    |    |    |    |
| 日   | 月 | 火 | 水 | 木 | 金 | 土 |
|      |    | 1  | 2  | 3  | 4  | 5  |
| 6    | 7  | 8  | 9  | 10 | 11 | 12 |
| 13   | 14 | 15 | 16 | 17 | 18 | 19 |
| 20   | 21 | 22 | 23 | 24 | 25 | 26 |
| 27   | 28 | 29 | 30 | 31 |    |    |
|      |    |    |    |    |    |    |

| 11月 |    |    |    |    |    |    |
| 日   | 月 | 火 | 水 | 木 | 金 | 土 |
|      |    |    |    |    | 1  | 2  |
| 3    | 4  | 5  | 6  | 7  | 8  | 9  |
| 10   | 11 | 12 | 13 | 14 | 15 | 16 |
| 17   | 18 | 19 | 20 | 21 | 22 | 23 |
| 24   | 25 | 26 | 27 | 28 | 29 | 30 |
|      |    |    |    |    |    |    |

| 12月 |    |    |    |    |    |    |
| 日   | 月 | 火 | 水 | 木 | 金 | 土 |
| 1    | 2  | 3  | 4  | 5  | 6  | 7  |
| 8    | 9  | 10 | 11 | 12 | 13 | 14 |
| 15   | 16 | 17 | 18 | 19 | 20 | 21 |
| 22   | 23 | 24 | 25 | 26 | 27 | 28 |
| 29   | 30 | 31 |    |    |    |    |
|      |    |    |    |    |    |    |

## できごと

### 1月
- 1月8日 - 青山剛昌の同名漫画原作のTVアニメ『名探偵コナン』がよみうりテレビ・東京ムービー→TMSの制作により、よみうりテレビ・日本テレビ系列で同日の夜7時30分から8時枠で放送開始。
- 1月17日 - チェコがEUへの加盟を申請。
- 1月30日 - HIV感染を理由に引退していた、アメリカNBAのマジック・ジョンソンがNBAに復帰。

### 2月
- 2月 - アメリカワシントン州の中学校で14歳の少年がライフル銃乱射。
- 2月10日 - IBMのコンピューター・ディープ・ブルーがガルリ・カスパロフとチェスで初対戦（ディープ・ブルー対ガルリ・カスパロフ）。
- 2月14日 - 羽生善治が史上初となる将棋タイトル七冠独占を達成。
- 2月27日 - ポケットモンスター 赤・緑が任天堂から発売される。
- 2月28日 - イギリスのチャールズ皇太子、ダイアナ皇太子妃夫妻が離婚。

### 3月
- 3月23日 - 李登輝、台湾初の中華民国総統直接選挙で当選。

### 4月
- 4月25日 - エリツィン露大統領、江沢民主席と北京会談。
- 4月28日 - オーストラリアタスマニア州でポートアーサー事件が発生。

### 5月
- 5月8日 - 全人種の平等などを規定した南アフリカ共和国憲法が施行される。
- 5月27日 - 第一次チェチェン紛争の休戦成立。
- 5月31日 - 2002 FIFAワールドカップにおける日本と韓国の共同開催が決定。

### 6月
- 6月8日 - 中国が核実験。
- 6月25日 - サウジアラビアの米軍基地宿舎で爆発し、米国人ら7人が死亡。
- 6月28日 - ベトナム共産党第8回党大会、ドー・ムオイを書記長に再選、「工業化・現代化」を提唱。
- 6月 - マレーシアのクアラルンプールにペトロナスツインタワー完成（41階と42階にはスカイブリッジがあり、タワーの補強の役目を担っていると言われている）。なお、この時点では世界一の高さを誇ったが、2003年10月17日、台湾の台北101が世界一となっている。

### 7月
- 7月3日 - ボリス・エリツィン、ロシア大統領決選投票で再選。
- 7月8日 - ヴィクター・ロスチャイルド (第3代ロスチャイルド男爵)の子、アムシェル・ロートシルト（英語版）が変死。
- 7月12日 - 英国のチャールズ3世（当時皇太子）、ダイアナ妃と離婚合意。
- 7月17日
  - ポルトガル語諸国共同体結成。
  - 米・ニューヨーク沖でトランス・ワールド航空 (TWA) 機が墜落し、乗客乗員230人全員が死亡（トランス・ワールド航空800便墜落事故）。
- 7月20日 - 8月4日 - アトランタオリンピック開催。
- 7月24日 - ウクライナ西部フメリニツキ原子力発電所で、放射能漏れ事故が発生し、作業員1人が死亡。
- 7月26日 - 韓国、京畿道と江原道で集中豪雨があり、死者行方不明者が多数出る。
- 7月27日
  - アメリカ合衆国ジョージア州アトランタの「センテニアル・オリンピック・パーク」内のイヴェントステージ付近で、爆弾テロが発生、2人が死亡し、110人が負傷。
  - インドネシアの首都ジャカルタで、軍・警察が野党の「インドネシア民主党」党本部からメガワティ党派を強制排除したのをきっかけに1万人が暴徒化。
  - オーストラリアのシドニーで開催されていた「米豪定期閣僚会議」が『シドニー宣言（共同安全保障宣言）』を発表し終了。

### 8月
- 8月6日 - アメリカ航空宇宙局が南極で採取された火星由来の隕石の破片『アラン・ヒルズ84001』から微小な生命活動が行われた可能性を示す物質が検出されたと発表。
- 8月7日 - スペインのアラゴン州ウエスカ県ビエスカス（スペイン語版）で土石流が発生。下流にあったキャンプ場を直撃し、87人が死亡。（ビエスカスキャンプ場土砂災害（スペイン語版））[1][2]
- 8月22日 - ビル・クリントン米大統領が個人責任と就労機会調停法（英語版）に署名し、社会福祉改革を断行する。

### 9月
- 9月10日 - 国連総会で包括的核実験禁止条約 (CTBT) が採択される。
- 9月18日 - 北朝鮮ゲリラ、韓国東海岸に侵入。（江陵浸透事件）
- 9月23日 - 藤子・F・不二雄が死去。
- 9月25日 - アイルランドのマグダレン修道院閉鎖。

### 10月
- 10月1日 - 国境なき医師団がソウル平和賞を受賞。

### 11月
- 11月5日 - アメリカ大統領選でビル・クリントン再選。
- 11月12日 - ニューデリー空中衝突事故。349人死亡。

### 12月
- 12月5日 - 日本の原爆ドームが世界遺産に登録される。
- 12月12日 - 大韓民国が経済協力開発機構に加盟。
- 12月17日 - 在ペルー日本大使公邸占拠事件発生、翌年4月22日解決。
- 12月20日 - Apple Computer、NeXTを買収しOPENSTEPをMac OSの後継とすることを発表。スティーブ・ジョブズがApple Computerに復帰。
- 12月26日 - ジョンベネ殺害事件

## 周年
以下に、過去の主な出来事からの区切りの良い年数（周年）を記す。
- 4月26日 - チェルノブイリ原子力発電所事故から10周年。
- 7月15日 - ボーイング社（米ワシントン州シアトル）創業80周年。
- 7月26日 - スエズ運河国有化宣言から30周年。
- 12月25日 - ソビエト連邦の崩壊から5周年。

## 天候・天災・観測等
- 3月下旬 - 百武彗星が地球に接近。非常に明るくなる。

## 芸術・文化・ファッション・テレビ

### スポーツ
- アトランタオリンピック開催。

#### モータースポーツ
- F1世界選手権
  - ドライバーズチャンピオン・デイモン・ヒル
  - コンストラクターズチャンピオン・ウィリアムズ・ルノー

### 音楽
- スパイス・ガールズのシングル「Wannabe」が世界37カ国でチャート1位を獲得。
- カーペンターズ、「青春の輝き」「トップ・オブ・ザ・ワールド」リバイバルヒット

### 映画
- ミッション:インポッシブル
- インデペンデンス・デイ
- スペース・ジャム
- ジャイアント・ピーチ
- ノートルダムの鐘
- トレインスポッティング
- 秘密と嘘
- 浮き雲
- マーズ・アタック!
- イングリッシュ・ペイシェント

### ゲーム
- 任天堂が家庭用ゲーム機「NINTENDO 64」を発売。
- 任天堂がゲームボーイ用ソフト『ポケットモンスター 赤・緑』を日本で発売（日本国外では1998年〜1999年に発売）。全世界で最終的に4500万本売り上げ（『青』、『ピカチュウ』を含む）、ロールプレイングゲーム史上売上高世界一を記録した。

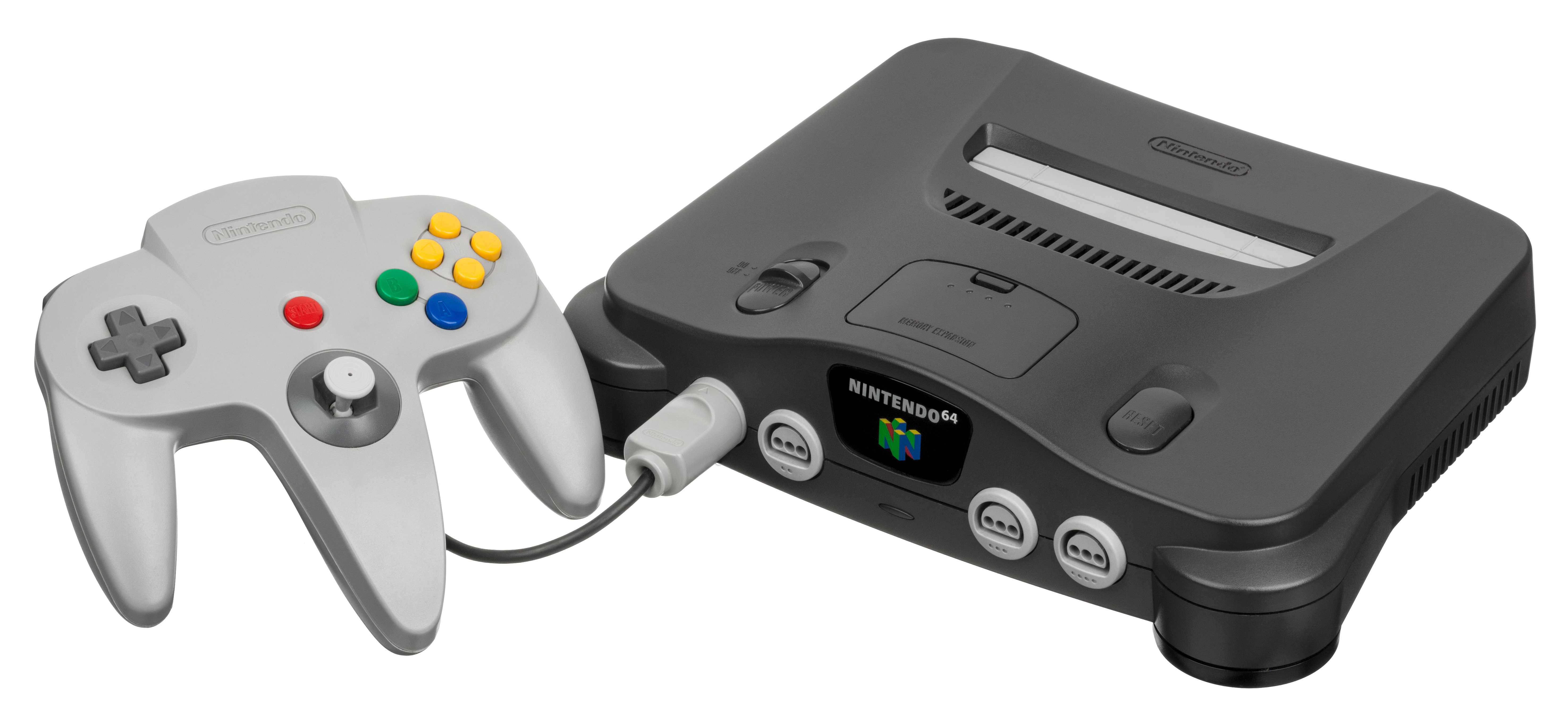
NINTENDO64

## 誕生

### 1月
- 1月1日 - アンドレアス・ペレイラ、サッカー選手
- 1月1日 - クン、アイドル (NCT, WayV, NCT U)
- 1月2日 - 于小雨、フィギュアスケート選手
- 1月3日 - フローレンス・ピュー、女優
- 1月4日 - 桜田佳歩、声優
- 1月5日 - エマ・ボルジャー、女優
- 1月5日 - マックス・ボルドリー、俳優
- 1月7日 - 范蘊若、囲碁棋士（+ 2020年）
- 1月8日 - クリス・パダック、野球選手（投手）
- 1月8日 - 佐野玲於、ダンサー、俳優 (GENERATIONS from EXILE TRIBE)
- 1月9日 - 永原和可那、バドミントン選手
- 1月10日 - 大原櫻子、シンガーソングライター、女優
- 1月11日 - 楓、ダンサー、ファッションモデル（元Happiness、元E-girls）
- 1月11日 - 草間リチャード敬太、アイドル、俳優（Aぇ! group）
- 1月11日 - けーすけ（エスポワールTRIBE）
- 1月12日 - 橋本愛、女優
- 1月13日 - 稲村亜美、グラビアアイドル、タレント
- 1月15日 - ダヴ・キャメロン、女優、歌手
- 1月16日 - ジェニー、アイドル、モデル (BLACKPINK)
- 1月18日 - サラ・ギルマン、女優
- 1月21日 - マルコ・アセンシオ、サッカー選手
- 1月22日 - 市來玲奈、元アイドル、アナウンサー（元乃木坂46）
- 1月22日 - 佐々木久美、元アイドル（元日向坂46）
- 1月23日 - アウロ・アウヴァロ・ダ・クルス・ジュニオル、サッカー選手
- 1月24日 - 辻佳奈美、テニス選手
- 1月26日 - ザカリア・バカリ、サッカー選手
- 1月27日 - 並木万里菜、アナウンサー
- 1月28日 - 樋口黎、レスリング選手
- 1月30日 - 柏原明日架、プロゴルファー
- 1月31日 - ジョエル・コートニー、俳優

### 2月
- 2月1日 - ドヨン、アイドル (NCT, NCT U, NCT 127)
- 2月3日 - 熊谷知博、俳優
- 2月5日 - 大山千広、競艇選手
- 2月7日 - ピエール・ガスリー、レーシングドライバー
- 2月8日 - 藤原丈一郎、アイドル、俳優（なにわ男子）
- 2月8日 - ロベルト・ケネディ・ヌネス・ド・ナシメント、サッカー選手
- 2月9日 - ジミー・ベネット、俳優
- 2月10日 - 新山詩織、シンガーソングライター
- 2月11日 - ヨナタン・ター、サッカー選手
- 2月12日 - 千葉一磨、俳優、タレント
- 2月15日 - 貴島明日香、ファッションモデル、女優
- 2月16日 - 小松菜奈、女優、モデル
- 2月17日 - サーシャ・ピーターズ、女優
- 2月17日 - はんくん、YouTuber（エスポワールトライブ）
- 2月18日 - 久松郁実、タレント、モデル
- 2月19日 - 菅原梨央、タレント
- 2月20日 - 伊藤万理華、元アイドル、女優（元乃木坂46）
- 2月21日 - ソフィー・ターナー、女優
- 2月22日 - 原風佳、タレント
- 2月23日 - デアンジェロ・ラッセル、バスケットボール選手 (PG)
- 2月24日 - 金城茉奈、女優（+ 2020年）
- 2月25日 - ウルフ・アロン、柔道家
- 2月26日 - 西尾優希、アナウンサー
- 2月27日 - テン、アイドル (NCT U, WayV, SuperM)
- 2月28日 - カルステン・ワーホルム、陸上競技選手

### 3月
- 3月1日 - 葉詩文、水泳選手
- 3月3日 - 須藤駿介、アナウンサー
- 3月4日 - ティモ・バウムガルトル、サッカー選手
- 3月5日 - エマニュエル・ムディエイ、バスケットボール選手
- 3月5日 - テイラー・マリー・ヒル、ファッションモデル
- 3月5日 - 遠野ひかる、声優
- 3月6日 - 閻涵、フィギュアスケート選手
- 3月6日 - ティモ・ヴェルナー、サッカー選手
- 3月8日 - 田代りさ、タレント
- 3月9日 - ひろと、YouTuber（エスポワールトライブ）
- 3月9日 - マリア・アンドレイチク、陸上競技選手
- 3月10日 - 呂彦青、プロ野球選手
- 3月11日 - 川口翔子、タレント
- 3月12日 - 根岸拓哉、俳優
- 3月13日 - テイエムオペラオー、競走馬
- 3月16日 - アンナ・オフチャロワ、フィギュアスケート選手
- 3月23日 - アレクサンダー・アルボン、レーシングドライバー
- 3月24日 - マイルス・ターナー、バスケットボール選手 (C)
- 3月25日 - 坂口佳穂、ビーチバレー選手、タレント
- 3月26日 - 鍬原拓也、プロ野球選手
- 3月28日 - ベンジャマン・パヴァール、サッカー選手
- 3月30日 - MICHI、タレント

### 4月
- 4月2日 - ポリーナ・アガフォノワ、フィギュアスケート選手
- 4月3日 - 岩元颯オリビエ、サッカー選手
- 4月4日 - オースティン・マホーン、歌手
- 4月6日 - 小野寺天汰、空手家、テコンドー選手
- 4月8日 - 宮原華音、タレント
- 4月9日 - ジオヴァニ・ロ・チェルソ、サッカー選手
- 4月9日 - 広瀬裕也、声優
- 4月10日 - アンドレアス・クリステンセン、サッカー選手
- 4月10日 - タナシ・コッキナキス、テニス選手
- 4月11日 - デレ・アリ、サッカー選手
- 4月12日 - ポリーナ・コロベイニコワ、フィギュアスケート選手
- 4月13日 - 中元日芽香、元アイドル、心理カウンセラー（元乃木坂46）
- 4月14日 - アビゲイル・ブレスリン、女優
- 4月15日 - 渡部峻、アナウンサー
- 4月16日 - 池田エライザ、女優、モデル、歌手、監督
- 4月17日 - 佐藤ミケーラ倭子、元アイドル（元アイドリング!!!35号）
- 4月18日 - 興津正太郎、俳優
- 4月19日 - 植田海、プロ野球選手
- 4月21日 - タヴィ・ゲヴィンソン、雑誌ライター、編集者、女優
- 4月22日 - 青木詩織、アイドル (SKE48)
- 4月23日 - アレックス・マルケス、オートバイレーサー
- 4月24日 - 霧島鐵力、力士
- 4月25日 - アリソン・アシュリー・アーム、女優
- 4月25日 - 前田佳織里、声優
- 4月26日 - 山口真司、サッカー選手
- 4月27日 - 志村滉、サッカー選手
- 4月28日 - トニー・レヴォロリ、俳優
- 4月29日 - 戸川大輔、プロ野球選手
- 4月30日 - 中村誠、プロ野球選手

### 5月
- 5月1日 - 青山聖佳、陸上競技選手
- 5月3日 - ドマンタス・サボニス、バスケットボール選手 (PF/C)
- 5月4日 - 内藤もゆの、女優
- 5月5日 - ブリトニー・シンプソン、フィギュアスケート選手
- 5月7日 - Faker、プロゲーマー
- 5月8日 - 伊藤将司、プロ野球選手
- 5月9日 - 弭間花菜、アナウンサー
- 5月10日 - 向田茉夏、元アイドル（元SKE48）
- 5月11日 - 宮武美桜、タレント
- 5月12日 - パク・ソンス、サッカー選手
- 5月13日 - 佐々木健、プロ野球選手
- 5月14日 - マーティン・ギャリックス、DJ、音楽プロデューサー
- 5月15日 - アレックス・ベルドゥーゴ、プロ野球選手
- 5月15日 - バーディー、シンガーソングライター
- 5月15日 - 青山吉能、声優
- 5月18日 - 角野友基、スノーボード選手
- 5月19日 - 岡田夢以、アイドル、タレント、声優、女優
- 5月20日 - 甲野優美、タレント
- 5月21日 - 古賀紗理那、バレーボール選手
- 5月22日 - 清水優心、プロ野球選手
- 5月23日 - 野口美和、アナウンサー
- 5月24日 - 浅田春奈、アナウンサー
- 5月25日 - 山田朱莉、ファッションモデル
- 5月26日 - 堀池亮介、アナウンサー
- 5月27日 - 藤波勇飛、レスリング選手、総合格闘家
- 5月30日 - 重田倫明、プロ野球選手

### 6月
- 6月1日 - トム・ホランド、俳優
- 6月1日 - 山本祥彰、YouTuber、クイズプレイヤー、ライター
- 6月2日 - 伊藤凌、タレント
- 6月6日 - 井上祐貴、俳優
- 6月7日 - 宗佑磨、プロ野球選手
- 6月10日 - ジュン (JUN)（朝鮮語版）、アイドル (SEVENTEEN)
- 6月11日 - 佐々木彩夏、アイドル（ももいろクローバーZ）
- 6月11日 - ジェシー、アイドル、俳優、声優 (SixTONES)
- 6月13日 - キングスレイ・コマン、サッカー選手
- 6月13日 - コディ・スミット＝マクフィー、俳優
- 6月14日 - 関根梓、アイドル
- 6月15日 - ホシ (HOSHI)（朝鮮語版）、アイドル (SEVENTEEN)
- 6月16日 - 佐藤寛太、俳優
- 6月18日 - 三吉彩花、モデル、女優
- 6月19日 - チャンミ、アイドル (AOA)
- 6月20日 - 緒形敦、俳優
- 6月21日 - 淺間大基、プロ野球選手
- 6月22日 - 楢崎智亜、スポーツクライミング選手
- 6月22日 - ロドリゴ・エルナンデス、サッカー選手
- 6月23日 - 安田聖愛、タレント
- 6月24日 - 梶原夕希也、サッカー選手
- 6月25日 - グスタボ・サントス・コスタ、サッカー選手
- 6月26日 - 鈴木真海子、ミュージシャン
- 6月27日 - 矢口蒼依、タレント
- 6月28日 - ドナ・ベキッチ、テニス選手
- 6月28日 - ミロト・ラシツァ、サッカー選手
- 6月29日 - バルト・ラムセラール、サッカー選手
- 6月30日 - 岡本和真、プロ野球選手

### 7月
- 7月1日 - アデリナ・ソトニコワ、フィギュアスケート選手
- 7月3日 - 赤枝里々奈、元アイドル（元SKE48）
- 7月4日 - 高杉真宙、俳優
- 7月5日 - 庄司理紗、フィギュアスケート選手
- 7月6日 - 辻美優、声優、女優
- 7月7日 - 小島和哉、プロ野球選手
- 7月7日 -天海由梨奈、声優
- 7月8日 - 古畑星夏、モデル、女優
- 7月9日 - 栗林良吏、プロ野球選手
- 7月10日 - ムン・ガヨン、女優、モデル
- 7月11日 - アンドリヤ・ジヴコヴィッチ、サッカー選手
- 7月11日 - 宮川大聖、歌手、シンガーソングライター
- 7月12日 - ムサ・デンベレ、サッカー選手
- 7月13日 - キーリー・マーシャル、女優
- 7月14日 - 髙山和真、サッカー選手
- 7月16日 - 渡邉剣、俳優
- 7月17日 - ウォヌ（朝鮮語版）、アイドル (SEVENTEEN)
- 7月17日 - 北野日奈子、女優、元アイドル（元乃木坂46）
- 7月18日 - ハイメ・バリア、野球選手
- 7月18日 - ヤング・リーン、ラッパー
- 7月20日 - ベン・シモンズ、バスケットボール選手 (PG)
- 7月22日 - スカイラー・ギソンド、俳優、声優
- 7月24日 - 宮本秀明、プロ野球選手
- 7月25日 - マリア＝オリンピア、ギリシャの王女
- 7月26日 - 北川航也、サッカー選手
- 7月27日 - 久保拓眞、プロ野球選手
- 7月28日 - 佐々木渉、サッカー選手
- 7月29日 - 藤井皓哉、プロ野球選手
- 7月30日 - 小瀧望、アイドル、俳優 (WEST.)
- 7月31日 - 林家ぽん平、落語家
- 7月31日 - ブレイク・マイケル、俳優

### 8月
- 8月2日 - ケストン・ヒウラ、プロ野球選手
- 8月3日 - 小郷裕哉、プロ野球選手
- 8月4日 - 糸原美波、女優
- 8月5日 - 村上茉愛、体操競技選手
- 8月6日 - 黒瀬サラ、タレント
- 8月7日 - リアム・ジェームズ、子役
- 8月7日 - ダニ・セバージョス、サッカー選手
- 8月8日 - 松岡菜摘、アイドル（元HKT48）
- 8月10日 - 河出奈都美、アナウンサー
- 8月12日 - フリオ・ウリアス、野球選手（投手）
- 8月14日 - ニール・モペイ、サッカー選手
- 8月15日 - 妹尾直哉、サッカー選手
- 8月16日 - ケーレブ・ドレッセル、競泳選手
- 8月16日 - 吉田朱里、元アイドル、モデル、YouTuber（元NMB48）
- 8月17日 - 伊藤彩沙、声優
- 8月19日 - ラウラ・テソーロ、歌手、女優
- 8月22日 - 守屋都弥、サッカー選手
- 8月23日 - 井手口陽介、サッカー選手
- 8月24日 - 白井健三、体操競技選手
- 8月25日 - 渋谷凪咲、アイドル（元NMB48、元AKB48）
- 8月26日 - グレイシー・ドジーニー、女優
- 8月27日 - 中熊大智、プロ野球選手
- 8月29日 - 鎌田菜月、アイドル (SKE48)
- 8月29日 - ダリル・ネイタ、陸上競技選手
- 8月30日 - 伊藤裕季也、プロ野球選手
- 8月30日 - ガブリエウ・バルボーザ・アウメイダ、サッカー選手
- 8月31日 - 大盛穂、プロ野球選手

### 9月
- 9月1日 - ゼンデイヤ、女優、歌手、ダンサー
- 9月2日 - 佐野皓大、プロ野球選手
- 9月3日 - セーラ、タレント
- 9月4日 - 林瑞輝、サッカー選手
- 9月5日 - ASCA (歌手)
- 9月5日 - リハイロ・ジヴコヴィッチ、サッカー選手
- 9月6日 - ジョーダン・ヒックス、プロ野球選手
- 9月7日 - ドノバン・ミッチェル、バスケットボール選手 (SG)
- 9月8日 - 高木美佑、声優
- 9月8日 - 唯月ふうか、歌手
- 9月9日 - 荒井健太郎、俳優
- 9月10日 - 漆原大晟、プロ野球選手
- 9月12日 - 眉村ちあき、シンガーソングライター
- 9月13日 - 石橋遼大、お笑い芸人（四千頭身）
- 9月14日 - 大森元貴、ミュージシャン
- 9月15日 - 古畑奈和、アイドル（元SKE48）
- 9月16日 - 福永裕基、プロ野球選手
- 9月16日 - 横浜流星、俳優、モデル
- 9月17日 - エステバン・オコン、レーシングドライバー
- 9月17日 - エラ・パーネル、女優
- 9月17日 - ドゥイェ・チャレタ＝ツァル、サッカー選手
- 9月19日 - 愛、お笑い芸人（ヨネダ2000）
- 9月19日 - 兒玉遥、元アイドル、女優（元HKT48、元AKB48）
- 9月20日 - ジェローム・シンクレア、サッカー選手
- 9月21日 - 渕上舞、アイドル (HKT48)
- 9月22日 - アントワーヌ・ユベール、レーシングドライバー（+ 2019年）
- 9月23日 - エフゲニー・リロフ、競技選手
- 9月23日 - 松尾太陽、歌手（超特急 (音楽グループ)）
- 9月26日 - 都丸紗也華、グラビアアイドル、タレント
- 9月26日 - 東雲うみ、グラビアアイドル、コスプレイヤー
- 9月27日 - 茂木力也、サッカー選手
- 9月28日 - 佐々木美波、アナウンサー
- 9月30日 - 山田遥楓、プロ野球選手

### 10月
- 10月1日 - 鈴木ゆうか、ファッションモデル、女優
- 10月2日 - 岩下大輝、プロ野球選手
- 10月3日 - ケレチ・イヘアナチョ、サッカー選手
- 10月4日 - 小川雄大、サッカー選手
- 10月5日 - 重本ことり、元アイドル、元タレント（元Dream5）
- 10月7日 - 黒田真友香、ファッションモデル
- 10月8日 - 高梨沙羅、スキージャンプ選手
- 10月8日 - 若井滉斗、ミュージシャン (Mrs. GREEN APPLE)
- 10月9日 - ベラ・ハディッド、ファッションモデル
- 10月10日 - 岸田行倫、プロ野球選手
- 10月11日 - ライデル・マルティネス、プロ野球選手
- 10月12日 - 伊藤美来、声優
- 10月14日 - 太田光、プロ野球選手
- 10月15日 - 堀未央奈、女優、元アイドル（元乃木坂46）
- 10月19日 - 嫁阪翔太、サッカー選手
- 10月20日 - 三浦透子、女優、歌手
- 10月22日 - 小林廉、俳優
- 10月23日 - 木村有希、モデル、タレント
- 10月24日 - ジェイレン・ブラウン、バスケットボール選手 (SF)
- 10月24日 - ラファエル・デバース、プロ野球選手
- 10月25日 - 古川琴音、女優
- 10月26日 - 杉原凜、アナウンサー
- 10月27日 - キム・ウソク、アイドル、歌手、俳優（UP10TION、元X1）
- 10月29日 - 篠原梨菜、アナウンサー
- 10月30日 - 佐藤勝利、アイドル、俳優 (timelesz)
- 10月30日 - デビン・ブッカー、バスケットボール選手 (SG)
- 10月30日 - 譜久村聖、歌手、アイドル（元モーニング娘。）

### 11月
- 11月1日 - ショーン・ゲラエル、レーシングドライバー
- 11月1日 - ジョンヨン、アイドル (TWICE)
- 11月1日 - リル・ピープ、ラッパー（+ 2017年）
- 11月3日 - アリア・ウォーレス、女優
- 11月4日 - ケイトリン・ホワイエク、フィギュアスケート選手
- 11月4日 - マイケル・クリスチャン・マルティネス、フィギュアスケート選手
- 11月5日 - サビーナ・アルシンベコバ、バレーボール選手
- 11月7日 - 岡部麟、アイドル（元AKB48）
- 11月7日 - ロード、シンガーソングライター
- 11月8日 - 小林陵侑、スキージャンプ選手
- 11月9日 - 佐藤朱、元アイドル、東北放送アナウンサー（元AKB48）
- 11月9日 - モモ、アイドル (TWICE)
- 11月10日 - キム・ヘユン、女優
- 11月11日 - 菅なな子、元アイドル（元SKE48）
- 11月14日 - 西口直人、プロ野球選手
- 11月15日 - 渡部香生子、競技選手
- 11月16日 - 新田真剣佑、俳優、モデル
- 11月17日 - 頓宮裕真、プロ野球選手
- 11月18日 - 小川紗季、元アイドル（元スマイレージ）
- 11月19日 - 沖野綾亜、琉球放送アナウンサー
- 11月19日 - 萱和磨、体操選手
- 11月20日 - 室加奈子、アイドル（元NMB48）
- 11月22日 - ウジ、アイドル (SEVENTEEN)
- 11月22日 - マディソン・ダヴェンポート、女優
- 11月23日 - アンナ・ヤノフスカヤ、フィギュアスケート選手
- 11月24日 - 小川諒也、サッカー選手
- 11月27日 - 中尾暢樹、俳優
- 11月28日 - 野村万之丞 (6世)、狂言師
- 11月28日 - 正門良規、アイドル、俳優（Aぇ! group）
- 11月30日 - 刈谷友衣子、ファッションモデル

### 12月
- 12月1日 - 野村勇、プロ野球選手
- 12月3日 - 今川宇宙、女優、イラストレーター
- 12月3日 - 周庭、政治運動家
- 12月4日 - ディオゴ・ジョッタ、サッカー選手、ポルトガル代表（+ 2025年）
- 12月4日 - 広田亮平、俳優
- 12月5日 - 勧修寺保都、俳優
- 12月6日 - ステファニー・スコット、女優、歌手
- 12月7日 - 斎藤翔太、サッカー選手
- 12月8日 - 岸潤一郎、プロ野球選手
- 12月9日 - 片山友希、女優
- 12月9日 - 小松海佑、お笑い芸人
- 12月10日 - 佐藤綾乃、スピードスケート選手
- 12月10日 - ジョー・バロウ、アメリカンフットボール選手
- 12月11日 - ヘイリー・スタインフェルド、女優、歌手
- 12月11日 - 瀬尻稜、プロスケートボーダー選手
- 12月12日 - 美山加恋、声優
- 12月13日 - グレイバー・トーレス、プロ野球選手
- 12月14日 - 福田俊、プロ野球選手
- 12月16日 - 真山りか、アイドル（私立恵比寿中学）
- 12月17日 - 岩橋玄樹、元アイドル、元俳優、歌手（元King&Prince）
- 12月17日 - エリザベータ・トゥクタミシェワ、フィギュアスケート選手
- 12月18日 - 齋藤綱記、プロ野球選手
- 12月19日 - 味野和明日架、タレント
- 12月20日 - 市ノ瀬加那、声優
- 12月21日 - ケイトリン・デヴァー、女優
- 12月21日 - 真楪伶、タレント（元AKB48）
- 12月24日 - 野津山幸宏、声優
- 12月26日 - 松井愛莉、女優、モデル
- 12月27日 - 辰己涼介、プロ野球選手
- 12月28日 - 吉本実憂、女優、歌手
- 12月29日 - サナ、アイドル (TWICE)
- 12月31日 - 平尾知佳、サッカー選手

## ノーベル賞
- 物理学賞 - デビッド・リー、ダグラス・D・オシェロフ、ロバート・リチャードソン
- 化学賞 - ロバート・カール、ハロルド・クロトー、リチャード・スモーリー
- 生理学・医学賞 - ピーター・ドハーティー、ロルフ・ツィンカーナーゲル
- 文学賞 - ヴィスワヴァ・シンボルスカ
- 平和賞 - カルロス・フィリペ・シメネス・ベロ、ジョゼ・ラモス＝ホルタ
- 経済学賞 - ジェームズ・マーリーズ、ウィリアム・ヴィックリー